# اچ‌دی ۱۲۹۴۴۵
اچ‌دی ۱۲۹۴۴۵ یک ستاره است که در صورت فلکی دوپرگار قرار دارد.